# كارل انطون روهان
كارل انطون روهان (بالألمانية: Karl Anton Rohan)‏ (و. 1898 – 1974 م) هو كاتب نمساوي، كان عضوًا في الحزب النازي، توفي في سالزبورغ، عن عمر يناهز 76 عاماً.

## روابط خارجية
- كارل انطون روهان على موقع مونزينجر (الألمانية)